# Diário da República
Le Diário da República (en français Journal de la République) est le journal officiel de la République portugaise. Il a changé de nom plusieurs fois au cours de l'histoire ; en particulier, entre le 1er janvier 1869 et le 9 avril 1976, il était connu sous le nom de Diário do Governo (Journal du Gouvernement).